# FC Kronach 08
Der FC Kronach 08 ist ein traditionsreicher Fußballverein aus dem oberfränkischen Kronach (Bayern). Der Verein machte vor allem in den 1970er und 1980er Jahren durch die lange Ligazugehörigkeit zur Fußball Landes- und Bayernliga weit über die Grenzen Oberfrankens hinaus auf sich aufmerksam. Im Jahr 2008 feierte der Verein sein 100-jähriges Gründungsjubiläum.

## Geschichte

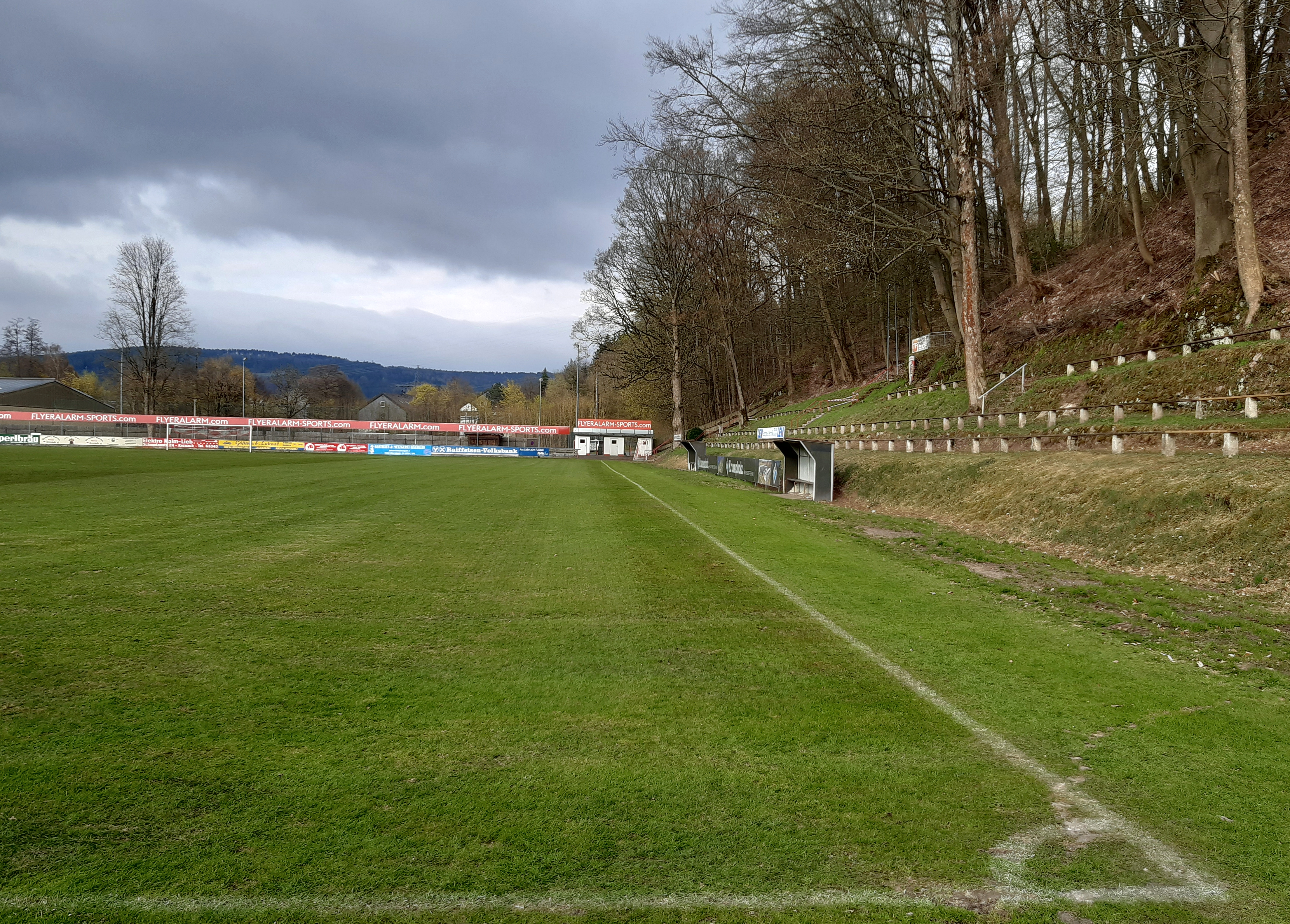
Das Hammermühl-Stadion in Kronach

Ab der Spielserie 1966/67 begann die Zeit des größten Aufschwungs des FC Kronach 08. Am 21. Mai 1967 konnte die Bezirksliga-Meisterschaft und der damit verbundene Aufstieg in die Landesliga geschafft werden. In der Saison 1970/71 stieg der Verein dann in die Fußball-Bayernliga, der damals höchsten Amateurklasse, auf. Etwa 15 Jahre später konnte der Club wiederum den Durchmarsch von der Bezirksliga bis in die Bayernliga schaffen. Hinter dem FC Bayern München, 1. FC Nürnberg, dem TSV 1860 München sowie dem TSV Vestenbergsgreuth hatte der FC Kronach in der Spielzeit 1987/88 mit 2.500 Zuschauern im Schnitt die meisten Zuschauer in ganz Bayern. Zum Bayernliga-Spiel gegen den TSV 1860 München konnte der Verein die meisten Zuschauer in seiner Geschichte begrüßen. Vor über 5.000 Zuschauer an der Hammermühle verlor man aber mit 2:0. In dieser Serie konnte unter Spielertrainer Norbert Runge der Klassenerhalt in der Bayernliga gesichert werden. Im darauffolgenden Jahr stieg der Verein wieder in die Landesliga ab.
Philipp Mahr konnte sowohl für die restlichen Spiele der Saison 06/07 als auch für die Saison 2007/08 als Spielertrainer engagiert werden, worauf in jener letztgenannten Spielzeit auch der direkte Aufstieg des FC Kronachs in die Bezirksliga Oberfranken West als Tabellenerster der Kreisliga Kronach gelang. Nach schwachem Saisonstart in der Bezirksliga hat sich der Verein im Herbst 2008 auf dem letzten Tabellenplatz liegend von Trainer Mahr getrennt. Nach dem Abstieg aus der Bezirksliga verpflichtete der FCK Franz Bauer als Trainer für die Kreisliga-Saison 2009/10. Bereits 4 Spieltage vor Schluss konnte unter dem neuen Trainer die Meisterschaft in der Kreisliga gefeiert werden. Der FCK war zurück in der Bezirksliga.

## Erfolge
- Bayernliga-Zugehörigkeit in den Saisons 1970/71, 1987/88 und 1988/89

## Bekannte Spieler/Trainer
- Wolfgang Mahr
- Norbert Runge
- Karl-Heinz Wohland